# 百和乡
百和乡，是中华人民共和国甘肃省临夏回族自治州东乡族自治县下辖的一个乡镇级行政单位。

## 行政区划
百和乡下辖以下地区：
百和岘村、刘家村、杜家村、新同村、何闫家村、大岭村、赵家沟村、王家川村、丁赵家村、达柴坪村、石头湾村和康家坪村。